# Morella adenophora
Morella adenophora là một loài thực vật có hoa trong họ Myricaceae. Loài này được (Hance) J.Herb. mô tả khoa học đầu tiên năm 2005.